# 내니 (영화)
《내니》(영어: Nanny)는 2022년 개봉한 미국 공포 영화로 니키아투 주수가 각본과 감독을 맡았다. 애나 조프, 미셸 모너핸, 신쿠아 월스, 모건 스펙터, 로즈 데커 및 레슬리 어검스가 출연한다. 제이슨 블럼은 블럼하우스 텔레비전을 통해 총괄 제작자로 활동하였다.
이 영화는 2022년 1월 22일 선댄스 영화제에서 전 세계 최초로 상영되었으며, 심사위원 대상을 수상하였다. 이 영화는 아마존 스튜디오에 의해 2022년 11월 23일 극장에서 제한 개봉되었고, 2022년 12월 16일 프라임 비디오에서 스트리밍 서비스를 시작하였다.

## 줄거리
뉴욕시에 살고 있는 불법 세네갈 이민자인 아이샤는 부유한 어퍼이스트사이드 부부의 딸을 돌보기 위해 유모로 고용된다. 아이샤는 아메리칸 드림을 쫓고 있고, 세네갈에 두고 온 아들을 미국에 데려와 함께 살기를 희망한다. 이야기가 진행됨에 따라 아이샤는 위태로운 아메리칸 드림을 산산조각 낼 위협이 되는 숨겨진 진실에 직면한다.

## 출연
- 애나 조프 - 아이샤 역
- 미셸 모너핸 - 에이미 역
- 신쿠아 월스 - 말릭 역
- 모건 스펙터 - 애덤 역
- 로즈 데커 - 로즈 역
- 레슬리 어검스 - 캐슬린 역
- 제파니 이도코 - 샐리 역
- 올라미데 칸디드존슨 - 마리아토 역
- 잘릴 카마라 - 라민 역
- 프린세스 아데니케 - 니케 역
- 니알라 호프 - 마미 와타 역

## 제작
2021년 4월 13일, 니키아투 주수가 아직 제작되지 않았으나 업계에서 좋은 평가를 받은 각본들을 선정하는 더 블랙 리스트(The Black List) 2020년 명단에 속했던 본인의 각본을 바탕으로 하는 영화 《내니》로 감독 데뷔를 한다고 발표했다. 2021년 6월, 애나 조프, 미셸 모너핸, 신쿠아 월스, 모건 스펙터, 제파니 이도코, 필리샤 러샤드가 출연진에 합류했다. 필리샤 러샤드는 제작이 시작되기 전 레슬리 어검스로 대체되었다.
주요 촬영은 2021년 6월 뉴욕에서 시작되었다.

## 개봉
2022년 1월 22일 선댄스 영화제에서 전 세계 최초로 상영되었다. 2022년 3월, 소니 픽처스 클래식스와 네온이 경쟁에 뛰어든 상황에서 아마존 스튜디오와 블럼하우스 프로덕션스가 약 700만 달러 계약으로 이 영화에 대한 배급권을 획득했다. 이후 총괄 제작자로 영화에 합류한 제이슨 블럼은 "우리는 작가이자 감독인 니키아투 주수의 《내니》를 아마존 배급작 명단에 올리게 된 것을 자랑스럽게 생각한다. 이 영화는 인상적인 만듦새와 강력한 이야기 전개가 결합된 보석같은 공포 영화이며 선댄스 심사위원 대상 수상에 걸맞다"고 했다. 영화사들은 이 영화를 극장과 프라임 비디오로 개봉할 계획이다. 2022년 9월 토론토 국제 영화제에서 특별 상영회가 열렸으며, 이어서 2022년 11월 3일 AFI 페스티벌에서 상영되었다. 2022년 11월 23일 아마존 스튜디오에 의해 제한 상영으로 개봉되었고, 이후 2022년 12월 16일 프라임 비디오에서 스트리밍되었다.

## 평가
이 영화는 비평가들로부터 긍정 평가를 받았다. 리뷰 애그리게이터 웹사이트 로튼 토마토에서 비평가 121명 중 88%가 긍정 평가를 내렸으며, 평점은 6.9/10이다. 웹사이트 총평에는 "애나 조프의 강력한 주인공 연기를 앞세워 솜씨 좋게 불안감을 조성하는 《내니》는 작가 겸 감독 니키아투 주수의 유망한 데뷔작이다"라고 쓰여 있다. 메타크리틱에서는 비평가 30명이 100점 만점 기준 평균 72점을 부여해 "대체로 호의적인 평가"를 나타냈다.

### 찬사
이 영화는 선댄스 영화제에서 자국 영화 경쟁 부문 심사위원 대상을 수상한 첫 공포 영화이며, 주수는 흑인 여성 감독으로서는 역대 두 번째로 최고상을 수상했다.